# Землетрясение

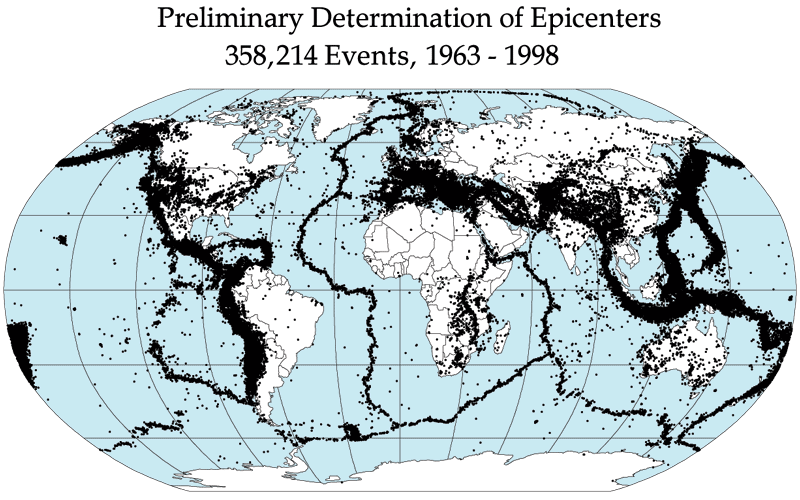
Эпицентры землетрясений (1963—1998)

Землетрясе́ние — подземные толчки и колебания земной поверхности, сдвиг тектонических плит. Согласно современным взглядам, землетрясения отражают процесс геологического преобразования планеты. Считается, что первопричиной землетрясений являются глобальные геологические и тектонические силы, однако в настоящее время их природа не совсем понятна. Появление этих сил связывают с перепадами температуры в недрах Земли. Большинство землетрясений возникает на окраинах тектонических плит. Замечено, что за последние два века сильные землетрясения происходили в результате вспарывания крупных разломов, выходящих на поверхность.
Ежегодно приборами регистрируется более миллиона землетрясений. Рост количества пунктов наблюдений и совершенствование приборов для записи сейсмических колебаний позволили регистрировать с каждым десятилетием всё больше землетрясений, происходящих в недрах планеты. Если в начале 1900-х годов регистрировалось около 40 землетрясений магнитуды 7 и выше, то к XXI веку местоположение и сила всех происходящих землетрясений такой магнитуды фиксировались, и количество таких событий составило около 4500 случаев за десятилетие. В зависимости от энергии землетрясений они условно подразделяются на сильные, слабые и микроземлетрясения. Термины «разрушительное» или «катастрофическое» используются по отношению к землетрясению любой энергии и природы, если оно сопровождалось разрушениями и гибелью людей.
Колебания от землетрясений передаются в виде сейсмических волн. Землетрясения и связанные с ними явления изучает сейсмология, которая ведёт исследования по следующим основным направлениям:
- Изучение природы землетрясений: почему, как и где они происходят.
- Применение знаний о землетрясениях для защиты от них путём прогноза возможных в том или ином месте сейсмических ударов в целях строительства стойких к их воздействию конструкций и сооружений.
- Изучение строения земных недр и разведка месторождений полезных ископаемых с использованием сейсмических волн от землетрясений и искусственных сейсмических источников[3].

## Описание
«Ступеньки речных террас – особенно наглядный индикатор тектонических движений Урала – позволяют с большими подробностями проследить как давнюю, так и близкую историю подъёма гор. Общепризнанная средняя скорость роста Урала – примерно два миллиметра в столетие. Однако в некоторых местах Уральские горы растут на пять и больше миллиметров в год. Конечно, по сравнению с активно развивающимися высокосейсмичными горными системами – Тянь-Шанем, Памиром, Кавказом и другими – древний Урал не спешит. Зарегистрированных здесь землетрясений сравнительно немного. Но и этого вполне достаточно для неотложного, всестороннего изучения современных геологических процессов развития Урала и их влияния на деятельность человека.»
Землетрясения наиболее известны по тем опустошениям, которые они способны произвести. Разрушения зданий, сооружений и построек вызываются колебаниями почвы или гигантскими приливными волнами (цунами), возникающими при сейсмических смещениях на морском дне. При этом разрушения зависят от типа сооружений, распространённого в районе землетрясения. Летальными для их обитателей при сильных землетрясениях часто являются сырцовые строения, очень распространённые в сельских местностях многих сейсмически активных районов Земли, показательный пример — землетрясение в Гватемале (1976).
Землетрясения вызывают разрушения зданий и инфраструктуры преимущественно на поверхности, а подземные сооружения, находящиеся на значительной глубине, обычно остаются целыми, особенно гибкие конструкции (тоннели и подобные). Наземные сооружения более уязвимы из-за того, что поверхностные сейсмические волны усилены в сравнении с глубинными. поверхностные сейсмические волны усиливаются в первую очередь за счёт меньшего сопротивления (вязкости) приповерхностных грунтов и их обводнённости (под воздействием сейсмических волн происходит ликвификация склонных к этому грунтов). Глубинные слои не склонны к ликвификации из-за давления на них верхних слоёв грунта, кроме того расположенные в толще грунта конструкции равномерно смещаются вместе с самим грунтом, тогда как у поверхностных сооружений грунт смещает и повреждает фундаменты. Несмотря на сохранность подземных сооружений, выходы из них могут быть повреждены или разрушены (завалены), также подземелья могут остаться без электроснабжения, что опасно затоплением из-за отключения откачивающих воду насосов.
Примером сохранности подземных сооружений при сильном землетрясении, принёсшем значительные разрушения на поверхности, являются последствия землетрясения в долине Сан-Фернандо в 1971 году магнитудой 6,7, во время которого был сильно разрушен Лос-Анджелес, но тоннели метро диаметром 7 метров остались практически неповреждёнными, в том числе рельсовый путь остался пригоден к эксплуатации и рабочие успешно проехали 6 км — в полной темноте из-за отключения электричества.
Большинство очагов землетрясений возникает в земной коре на глубине 30—40 км под поверхностью Земли. Наиболее активные зоны в отношении землетрясений — Тихоокеанский пояс, проходящий вдоль почти всего побережья Тихого океана (примерно 90 % всех землетрясений Земли) и Альпийский пояс, тянущийся от Индонезии до Средиземного моря (5—6 % всех землетрясений). Стоит отметить также срединно-океанические хребты, хотя землетрясения здесь неглубокие и имеют значительно меньшую частоту и силу (вместе с землетрясениями внутри плит составляют 4—5 % всех землетрясений).
Землетрясения также могут быть вызваны обвалами и большими оползнями. Такие землетрясения называются обвальными, они имеют локальный характер и небольшую силу.
Вулканические землетрясения — разновидность землетрясений, при которых толчки возникают в результате высокого напряжения в недрах вулкана. Причина таких землетрясений — лава, вулканические газы. Землетрясения этого типа слабы, но продолжаются долго, многократно — недели и месяцы. Тем не менее, опасности для людей землетрясение этого вида не представляет.
Причиной землетрясения является быстрое смещение участка литосферы (литосферных плит) как целого в момент релаксации (разрядки) упругой деформации напряжённых пород в очаге землетрясения.
Согласно научной классификации, по глубине возникновения землетрясения делятся на 3 группы:
- «нормальные» — 34—70 км,
- «промежуточные» — до 300 км,
- «глубокофокусные» — свыше 300 км.

К последней группе относится землетрясение, которое произошло 24 мая 2013 года в Охотском море, тогда сейсмические волны достигли многих уголков России, в том числе и Москвы. Глубина этого землетрясения достигала 600 км.
По оценке Гутенберга и Рихтера, глубина землетрясения 29 июня 1934 года с эпицентром в море Флорес составила 720 км.

### Сейсмические волны и их измерение
Скольжению пород вдоль разлома в начале препятствует трение. Вследствие этого, энергия, вызывающая движение, накапливается в форме упругих напряжений пород. Когда напряжение достигает критической точки, превышающей силу трения, происходит резкий разрыв пород с их взаимным смещением; накопленная энергия, освобождаясь, вызывает волновые колебания поверхности земли — землетрясения. Землетрясения могут возникать также при смятии пород в складки, когда величина упругого напряжения превосходит предел прочности пород, и они раскалываются, образуя разлом.
Сейсмические волны, порождаемые землетрясениями, распространяются во все стороны от очага подобно звуковым волнам. Точка, в которой начинается подвижка пород, называется фокусом, очагом или гипоцентром, а точка на земной поверхности над очагом — эпицентром землетрясения. Ударные волны распространяются во все стороны от очага, по мере удаления от него их интенсивность уменьшается.
Скорости сейсмических волн могут достигать 10 км/с.

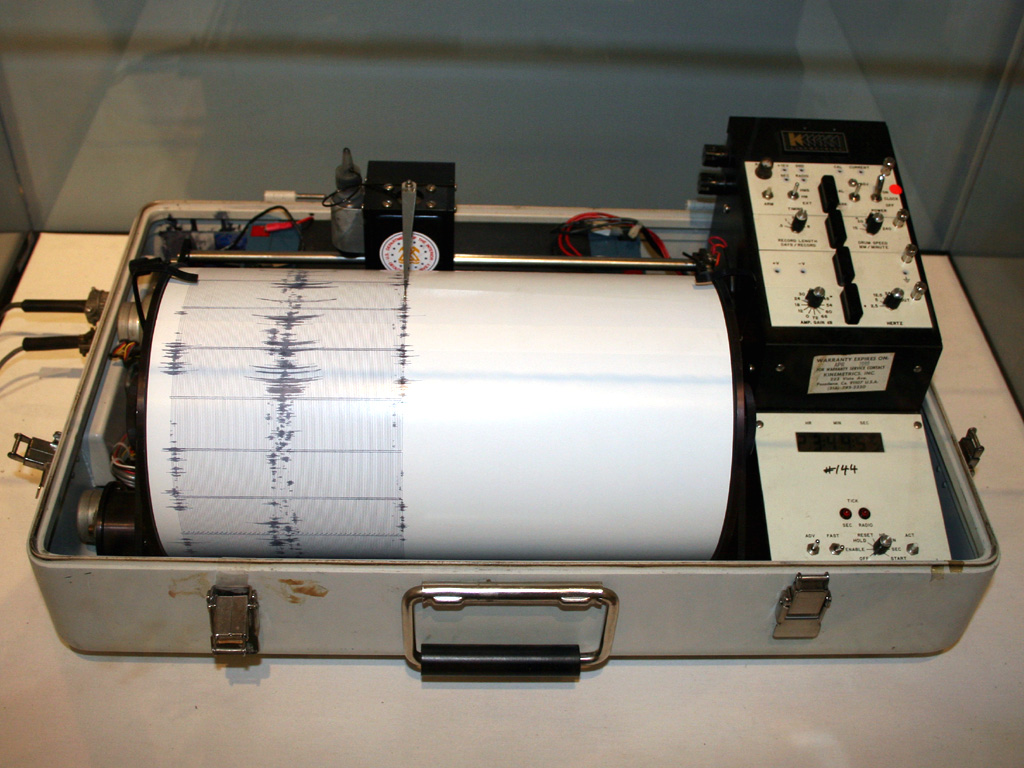
Сейсмограф

Для обнаружения и регистрации всех типов сейсмических волн используются специальные приборы — сейсмографы. В большинстве случаев сейсмограф имеет груз с пружинным прикреплением, который при землетрясении остаётся неподвижным, тогда как остальная часть прибора (корпус, опора) приходит в движение и смещается относительно груза. Одни сейсмографы чувствительны к горизонтальным движениям, другие — к вертикальным. Волны регистрируются вибрирующим пером на движущейся бумажной ленте. Существуют и электронные сейсмографы (без бумажной ленты).
Вблизи эпицентра колебания могут быть слишком сильными для регистрации сейсмографами. Поэтому для недалёких землетрясений применяются акселерографы, начинающие работать при землетрясении и регистрирующие ускорение движений грунта.
Типы сейсмических волн
Сейсмические волны делятся на 3 типа:
- Волны сжатия, или продольные сейсмические волны (первичные; P-волны). Вызывают колебания частиц пород, сквозь которые они проходят, вдоль направления распространения волны, обуславливая чередование участков сжатия и разрежения в породах. Скорость распространения волн сжатия в 1,7 раза больше скорости волн сдвига, поэтому их первыми регистрируют сейсмические станции. Скорость P-волны равна скорости звука в соответствующей горной породе. При частотах P-волн, больших 15 Гц, эти волны могут быть восприняты на слух как подземный гул и грохот.
- Волны сдвига, или поперечные сейсмические волны (вторичные; S-волны). Заставляют частицы пород колебаться перпендикулярно направлению распространения волны.
- Длинные или поверхностные упругие волны (L-волны). Они вызывают самые сильные разрушения. Распространяются вдоль поверхности Земли. Представляют собой смесь волн двух видов: волн Лява (LQ) с поперечными колебаниями в горизонтальной плоскости и волн Рэлея (LR) с колебаниями по эллипсам вперёд-вверх-назад-вниз относительно направления распространения волны[7]. При определённых условиях, связанными с особенностями строения литосферы и параметрами очага землетрясения сейсмические волны могут распространяться на расстояния до тысяч километров с довольно сильной ощутимостью вдали от очага землетрясения, например землетрясения в бассейне Каспийского моря 2000 г., Охотского моря 2013 г. и др.

### Процессы, происходящие при сильных землетрясениях
Землетрясение начинается с толчка, далее идёт разрыв и перемещение горных пород в глубине Земли. Это место называется очагом землетрясения или гипоцентром. Глубина его обычно бывает не больше 100 км, но иногда доходит и до 700 км. По глубине очага различают нормальные (70—80 км), промежуточные (80—300 км) и глубокие землетрясения (более 300 км).
В одних случаях пласты земли, расположенные по сторонам разлома, надвигаются друг на друга. В других — земля по одну сторону разлома опускается, образуя сбросы. В местах, где они пересекают речные русла, появляются водопады. Своды подземных пещер растрескиваются и обрушиваются. Бывает, что после землетрясения большие участки земли опускаются и заливаются водой. Подземные толчки смещают со склонов верхние, рыхлые слои почвы, образуя обвалы и оползни, может происходить разжижение грунтов. Во время землетрясения в Калифорнии в 1906 году на участке в 477 километров наблюдались смещения грунта на расстояние до 6—8,5 м.
Во время землетрясения в плоскости разлома развиваются высокие температуры, которые вызывают увеличение порового давления, связанное с испарением. Это увеличение в косейсмической фазе может заметно повлиять на эволюцию и скорость скольжения, более того, в постсейсмической фазе он может контролировать явление афтершока, поскольку увеличение порового давления медленно распространяется на окружающую сеть трещин.
Подводные землетрясения (моретрясения) являются причиной цунами — длинных волн, порождаемых мощным воздействием на всю толщу воды в океане, во время которых происходит резкое смещение (поднятие или опускание) участка морского дна. Цунами образуются при землетрясении любой силы, но большой силы достигают те, которые возникают из-за сильных землетрясений (с магнитудой более 7).
Резкое перемещение больших масс земли в очаге должно сопровождаться ударом колоссальной силы.

## Измерение силы и воздействий землетрясений
Для оценки и сравнения землетрясений используются шкала магнитуд (например, шкала Рихтера) и различные шкалы интенсивности.

### Шкала магнитуд. Шкала Рихтера
Шкала магнитуд различает землетрясения по величине магнитуды, которая является относительной энергетической характеристикой землетрясения. Существует несколько магнитуд и соответственно магнитудных шкал:
- локальная магнитуда (Ml);
- магнитуда, определяемая по поверхностным волнам (Ms);
- магнитуда, определяемая по объёмным волнам (Mb);
- моментная магнитуда (Mw)

Наиболее популярной шкалой для оценки энергии землетрясений долгое время была локальная шкала магнитуд Рихтера. По этой шкале возрастанию магнитуды на единицу соответствует 32-кратное увеличение освобождённой сейсмической энергии. Землетрясение с магнитудой 2 едва ощутимо, тогда как магнитуда 7 отвечает нижней границе разрушительных землетрясений, охватывающих большие территории. Однако с 2002 года Геологическая служба США использует моментную магнитуду для сильных землетрясений.
Если в 1970-х—1980-х годах сильнейшими землетрясениями в истории считались землетрясение у берегов Эквадора (1906) и землетрясение Санрику (1933) с Ml=8,9 у обоих, то с начала 21 века таковым считается Великое Чилийское землетрясение с Mw=9,5, тогда как его Ml=8,4-8,5.
Интенсивность землетрясений (не может быть оценена магнитудой) оценивается по тем повреждениям, которые они причиняют в населённых районах.

### Шкала интенсивности
Интенсивность является качественной характеристикой землетрясения и указывает на характер и масштаб воздействия землетрясения на поверхность земли, на людей, животных, а также на естественные и искусственные сооружения в районе землетрясения. В мире используется несколько шкал интенсивности:
- в Европейском союзе — европейская макросейсмическая шкала (EMS),
- в России — шкала Медведева — Шпонхойера — Карника (см. ниже),
- в Японии — шкала Японского метеорологического агентства (Shindo),
- в США — модифицированная шкала Меркалли (MM):

Общая характеристика землетрясений по шкале интенсивности:
- 1 балл (незаметное) — отмечается только специальными приборами;
- 2 балла (очень слабое) — ощущается только очень чуткими домашними животными и некоторыми людьми в верхних этажах зданий;
- 3 балла (слабое) — ощущается только внутри некоторых зданий, как сотрясение от грузовика;
- 4 балла (умеренное) — землетрясение отмечается многими людьми; возможно колебание окон и дверей;
- 5 баллов (довольно сильное) — качание висячих предметов, скрип полов, дребезжание стёкол, осыпание побелки;
- 6 баллов (сильное) — лёгкое повреждение зданий: тонкие трещины в штукатурке, трещины в печах и т. п.;
- 7 баллов (очень сильное) — значительное повреждение зданий; трещины в штукатурке и отламывание отдельных кусков, тонкие трещины в стенах, повреждение дымовых труб; трещины в сырых грунтах;
- 8 баллов (разрушительное) — разрушения в зданиях: большие трещины в стенах, падение карнизов, дымовых труб. Оползни и трещины шириной до нескольких сантиметров на склонах гор;
- 9 баллов (опустошительное) — обвалы в некоторых зданиях, обрушение стен, перегородок, кровли. Обвалы, осыпи и оползни в горах. Скорость продвижения трещин может достигать 2 см/с;
- 10 баллов (уничтожающее) — обвалы во многих зданиях; в остальных — серьёзные повреждения. Трещины в грунте до 1 м шириной, обвалы, оползни. За счёт завалов речных долин возникают озёра;
- 11 баллов (катастрофа) — многочисленные трещины на поверхности Земли, большие обвалы в горах. Общее разрушение зданий;
- 12 баллов (сильная катастрофа) — изменение рельефа в больших размерах. Огромные обвалы и оползни. Общее разрушение зданий и сооружений.

#### Шкала Медведева-Шпонхойера-Карника (MSK-64)
12-балльная шкала Медведева-Шпонхойера-Карника была разработана в 1964 году и получила широкое распространение в Европе и СССР. С 1996 года в странах Европейского союза применяется более современная Европейская макросейсмическая шкала (EMS). MSK-64 лежит в основе СНиП II-7-81 «Строительство в сейсмических районах» и продолжает использоваться в России и некоторых странах. В Казахстане в настоящее время используется СНиП РК 2.03-30-2006 «Строительство в сейсмических районах».

## Другие виды землетрясений

### Вулканические
Вулканические землетрясения — разновидность землетрясений, при которых толчки возникают в результате высокого напряжения в недрах вулкана. Причина таких землетрясений — лава, вулканический газ которые давят снизу на поверхность Земли. Землетрясения этого типа слабы, но продолжаются долго, многократно — недели и месяцы. Тем не менее, опасности для людей землетрясение этого вида не представляет. Кроме того, вулканические землетрясения обычно являются предвестниками извержения вулкана, которое грозит более серьёзными последствиями.

### Тектонические и техногенные
Тектонические землетрясения возникают при смещении горных плит или в результате столкновений океанической и материковой платформ. При таких столкновениях образуются горы или впадины и происходят колебания поверхности.
Землетрясения могут вызываться деятельностью человека. Так, например, в районах затопления при строительстве крупных водохранилищ, усиливается тектоническая активность — увеличивается частота землетрясений и их магнитуда. Это связано с тем, что масса воды, накопленная в водохранилищах, своим весом увеличивает давление в горных породах, повышается давление в тех порах, где вода уже была, а просачивающаяся вода понижает предел прочности горных пород. Это может ускорить приход землетрясения на таком разломе, где разрядка напряжений не за горами. Одно из самых сильных землетрясений, предположительно связанных с постройкой водохранилища, — койнанагарское землетрясение, произошедшее в районе плотины Койна (Индия) 11 декабря 1967 года, имевшее магнитуду 6,4 и повлёкшее гибель 177 человек.
Аналогичные явления происходят при добыче нефти и газа (произошла серия землетрясений с магнитудой до 5 на Ромашкинском месторождении нефти в Татарстане) и выемке больших количеств породы из шахт, карьеров, при строительстве крупных городов из привозных материалов. Также 8балльное землетрясение было в Кузбассе. Кроме того, землетрясения могут вызываться закачкой воды в скважины ввиду увеличивающегося при этом давления в порах горных пород. Одно из наиболее сильных таких землетрясений произошло в 1967 году в районе Денвера, где вода нагнеталась в 3-километровую скважину, и имело магнитуду 5,2.

### Обвальные
Землетрясения также могут быть вызваны обвалами и большими оползнями. Такие землетрясения называются обвальными, они имеют локальный характер и небольшую силу.
Связаны с образованием под землёй пустот, возникающих под воздействием грунтовых вод или подземных рек. При этом верхний слой поверхности земли обрушивается вниз, вызывая небольшие сотрясения. Место, в котором непосредственно происходит землетрясение (столкновение плит) называется его очагом или гипоцентром. Область поверхности земли, на которой происходит землетрясение, называют эпицентром. Именно здесь происходят самые сильные разрушения.

### Искусственные
Землетрясение может быть вызвано и искусственно: например, взрывом большого количества взрывчатых веществ или же при подземном ядерном взрыве (тектоническое оружие). Такие землетрясения зависят от количества взорванного вещества. К примеру, при испытании СССР термоядерной бомбы 30 октября 1961 года произошло землетрясение такой силы, что сейсмическая волна в земной коре, порождённая ударной волной взрыва, три раза обогнула земной шар.

## Прогнозирование
«При описании каждого факта сотрясения почвы желательно было бы иметь сведения по следующим рубрикам: место наблюдаемого сотрясения и обширность простирания последнего; время наблюдения (год, месяц, число, час, минута и секунда); направление волны сотрясения; побочные явления, как, например, подземный шум, нередко слышимый в подобных случаях, направление этого шума и его свойства, трещины и расселины в земле и зданиях, направление этих трещин и расселин; общее состояние погоды предшествующей и последующей; …если сотрясение произошло вблизи озера или реки, то каково было движение вод озера или реки при общем сотрясении и не произошло ли при этом какого-либо изменения в относительном положении уровней воды и суши. При собирании таких фактов за прошлые времена мне кажется следовало бы обратить внимание на различные местные архивы, в которых должны сохраниться какие-либо сведения о потрясениях почвы; особенно желательно было бы в этом отношении пересмотреть заводские архивы и войти в сношения с лицами, долго живущими в известных местностях и более или менее интересующимися теми или другими местными происшествиями»
В конце двадцатого века группа известных западных сейсмологов провела сетевые дебаты, главным вопросом которых был «Является ли достоверный прогноз индивидуальных землетрясений реалистичной научной целью?» Все участники дискуссии, несмотря на значительные расхождения в частных вопросах, согласились с тем, что:
1. детерминистические предсказания отдельных землетрясений с точностью, достаточной для того, чтобы можно было планировать программы эвакуации, нереальны;
2. по крайней мере некоторые формы вероятностного прогноза текущей сейсмической опасности, основанные на физике процесса и материалах наблюдений, могут быть оправданы.

Даже если бы точность измерений и несуществующая пока физико-математическая модель сейсмического процесса дали возможность с достаточной точностью определить место и время начала разрушения участка земной коры, магнитуда будущего землетрясения остаётся неизвестной. Дело в том, что все модели сейсмичности, воспроизводящие график повторяемости землетрясений, содержат тот или иной стохастический генератор, создающий в этих моделях динамический хаос, описываемый лишь в вероятностных терминах. Более явно источник стохастичности качественно можно описать следующим образом. Пусть распространяющийся во время землетрясения фронт разрушения подходит к участку повышенной прочности. От того, будет разрушен этот участок или нет, зависит магнитуда землетрясения. Например, если фронт разрушения пройдёт дальше, землетрясение станет катастрофическим, а если нет, останется небольшим. Исход зависит от прочности участка: если она ниже некоторого порога, разрушение пойдёт по первому сценарию, а если выше, по второму. Возникает «эффект бабочки»: ничтожно малое различие в прочности или напряжениях приводит к макроскопическим последствиям, которые нельзя предсказать детерминистически, поскольку это различие меньше любой точности измерений. А предсказание места и времени землетрясения с неизвестной и, возможно, вполне безопасной магнитудой не имеет практического смысла, в отличие от расчёта вероятности того, что сильное землетрясение произойдёт.
Тем не менее, китайские учёные, казалось бы, достигли огромных успехов в предсказании землетрясений — они в течение нескольких лет осуществляли мониторинг наклона поверхности, уровня грунтовых вод, а также содержание радона (газа) в горных породах. По предположению исследователей, все эти параметры, кроме сезонных изменений, а также многолетних тенденций, должны резко меняться за несколько недель или месяцев перед крупным землетрясением. Было успешно предсказано землетрясение в провинции Ляонин, произошедшее 4 февраля 1975 года: китайские власти незадолго до него предложили жителям покинуть свои дома, что позволило избежать большого количества жертв. Однако 27 июля 1976 года произошло не предсказанное учёными таншаньское землетрясение (8,2 по Рихтеру), во время которого жертвами стали более 650 тысяч человек, что стало одним из самых больших в истории наблюдений.

## Распространение и история
Землетрясения захватывают большие территории и характеризуются: разрушением зданий и сооружений, под обломки которых попадают люди; возникновением массовых пожаров и производственных аварий; затоплением населённых пунктов и целых районов; отравлением газами при вулканических извержениях; поражением людей и разрушением зданий обломками вулканических горных пород; поражением людей и возникновением ячеек пожаров в населённых пунктах от вулканической лавы; провалом населённых пунктов при обвальных землетрясениях; разрушением и смывом населённых пунктов волнами цунами; отрицательным психологическим воздействием.
На Руси летописи упоминают о «трусах» в 1101, 1107, 1109, 1117, 1122, 1124, 1126 и 1130 годах. Отсутствие упоминаний о более ранних землетрясениях связано либо с периодом сейсмического покоя, либо с началом погодных записей на Руси лишь в конце XI века.
За исторический период землетрясения не раз вызывали разрушения и жертвы. Например, вот самые крупные землетрясения:
- 1290 г. в районе залива Бохайвань (Китай) погибло около 100 тыс. чел.,
- 1556 г. в провинции Шэньси — 830 тыс. чел.,
- 1737 г. в Калькутте (Индия) — 300 тыс. чел.,
- 1908 г. в Мессине (Италия) — 120 тыс. чел.,
- 1923 г. в Токио — 143 тыс. чел.,
- 1976 г. в Таншане (Китай) — около 240 тыс. чел.,
- 1999 г. в Турции — около 40 тыс. чел.,
- 2001 г. в Индии — около 30 тыс. чел.,
- 1988 г. в Армении — около 25 тыс. чел.

## Наиболее разрушительные землетрясения

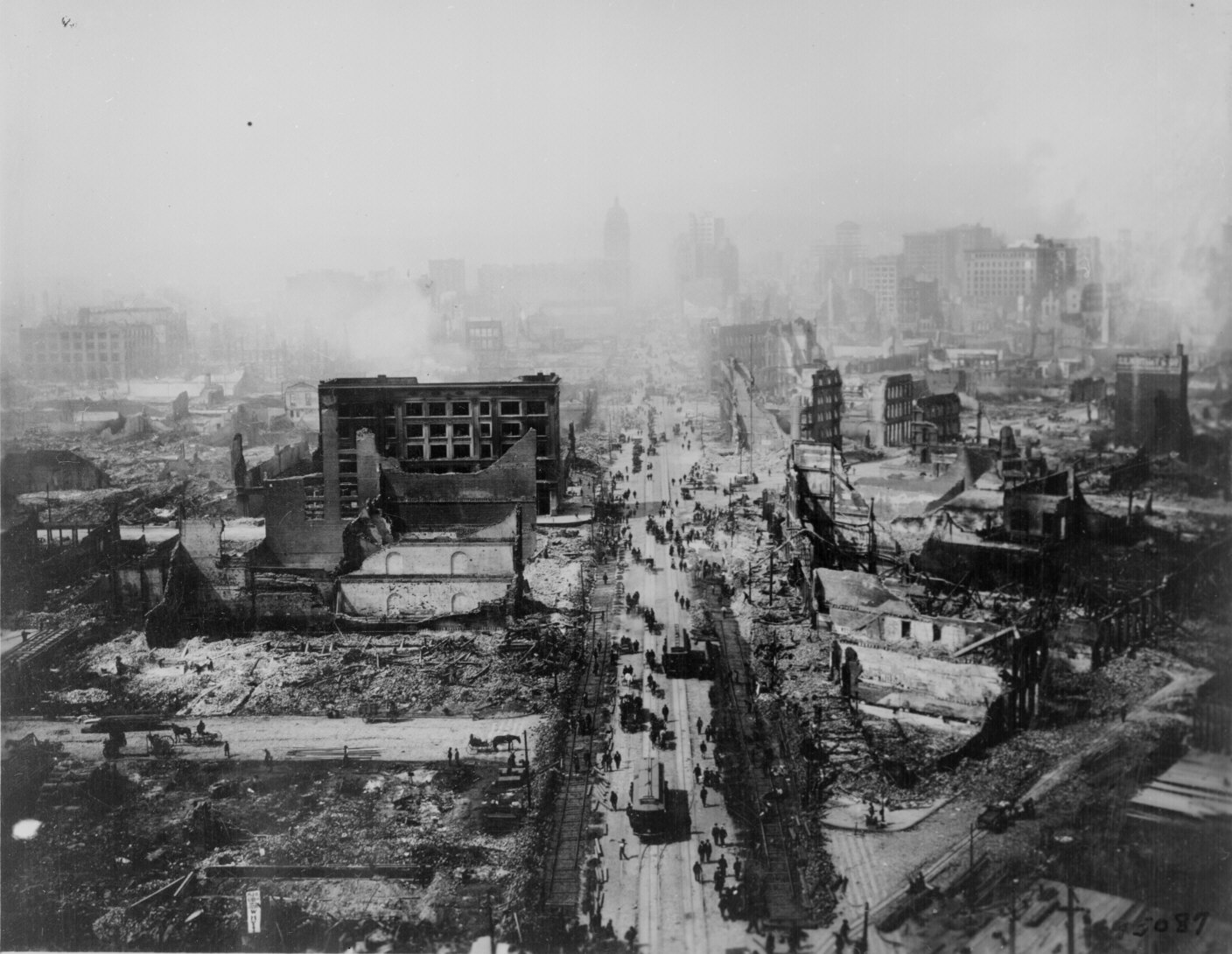
Последствия катастрофического землетрясения в Сан-Франциско, США, в 1906 году

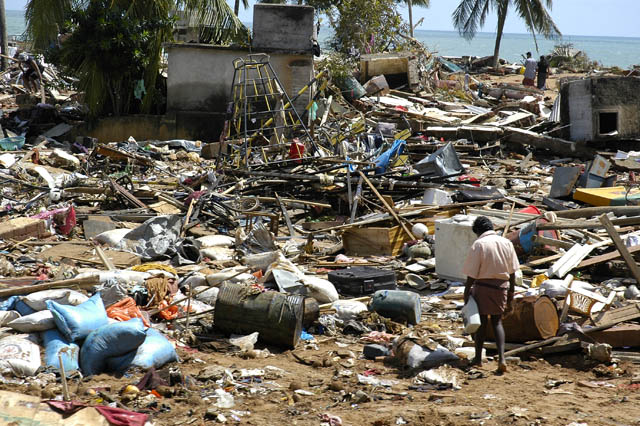
Люди осматривают руины после цунами, которое возникло в результате подводного землетрясения

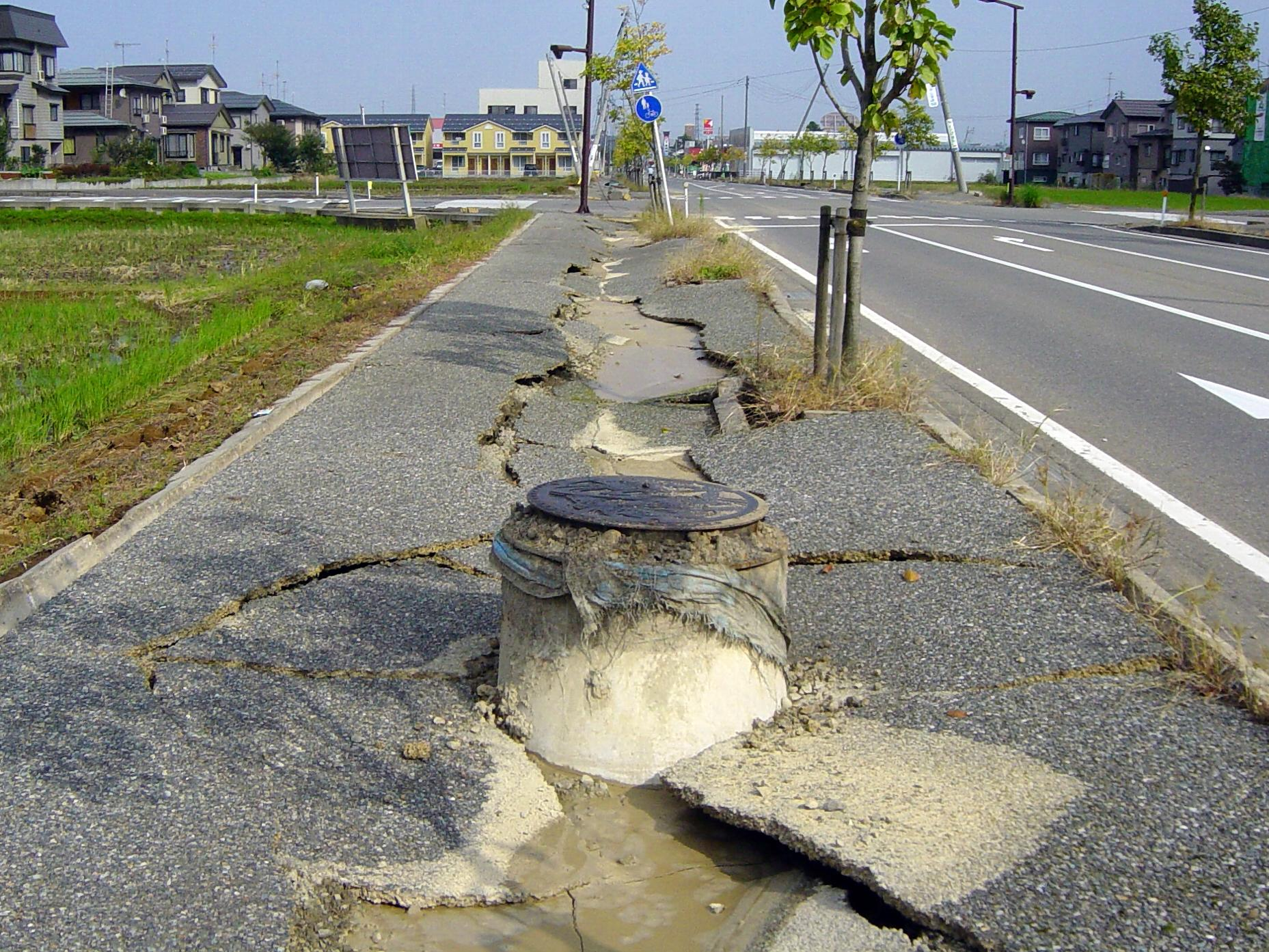
Последствия землетрясения в Японии — произошёл разлом дороги

### В Гяндже
Землетрясение в Гяндже — одно из крупнейших землетрясений в истории силой в 11 баллов, произошедшее 30 сентября 1139 года близ города Гянджа на территории современной Азербайджанской Республики. В результате катастрофы погибло 230 тыс. человек.
Во время землетрясения обрушилась гора Кяпаз и преградила русло реки Ахсу, пролегавшую через неё, вследствие чего образовались восемь озёр, одно из которых — озеро Гёйгёль. Это озеро в данное время находится на территории одноимённого заповедника.
Это землетрясение входит в пятёрку землетрясений, унёсших самое большое количество жизней.

### Великое китайское землетрясение
Великое китайское землетрясение (кит. 嘉靖大地震) произошло в провинции Шэньси 23 января 1556 года. Оно унесло жизни приблизительно 830 000 человек — больше, чем любое другое землетрясение в истории человечества. Эпицентр Шэньсийского землетрясения находился в долине реки Вэй в провинции Шэньси, недалеко от уездов Хуасянь, Вэйнань и Хуаинь. В Хуасяне были разрушены все постройки, погибло более половины населения. В эпицентре землетрясения открылись 20-метровые провалы и трещины. Разрушения затронули территории, расположенные в 500 км от эпицентра. Некоторые районы Шэньси вовсе обезлюдели, в других погибло около 60 % населения. Такое количество жертв было обусловлено тем, что большая часть населения провинции обитала в лёссовых пещерах, которые обрушились уже после первых толчков либо были затоплены селевыми потоками. В течение полугода после землетрясения несколько раз в месяц следовали повторные толчки.

### На Ямайке (1692)
Ямайское землетрясение 1692 года — землетрясение, произошедшее в городе Порт-Ройял (Ямайка) 7 июня 1692 года ровно в 11:43 в соответствии с остановившимися часами, найденными на дне бухты. Бо́льшая часть города, известного как «сокровищница Вест-Индии» и «одно из самых безнравственных мест на Земле», была затоплена морем. Около 2 тысяч человек погибло в результате землетрясения и цунами, ещё примерно 3 тысячи — от травм и распространившихся болезней.

### Большое Сицилийское землетрясение
Сицилийское землетрясение 1693 года или Большое Сицилийское — одно из крупнейших землетрясений в истории Сицилии. Землетрясение произошло 11 января 1693 года при извержении Этны и повлекло разрушения в Южной Италии, на Сицилии и Мальте. Погибло от 60 до 100 тысяч человек. Наиболее пострадала юго-восточная Сицилия. Именно в районе Валь-ди-Ното, практически полностью разрушенном, родился новый архитектурный стиль позднего барокко, известный как «сицилийское барокко».

### В Японии (1707)
Землетрясение годов Хоэй (яп. 宝永地震 Хо:эй дзисин) — землетрясение, произошедшее в 14:00 по местному времени 28 октября 1707 года, было сильнейшим в истории Японии до Сендайского землетрясения 2011 года, по масштабу жертв и разрушений превосходя его, но уступая землетрясениям в стране 1896, 1995 и 1923 (тяжелейшему по последствиям) годов. В результате районам юго-западного Хонсю, Сикоку и юго-восточного Кюсю был нанесён ущерб от среднего до тяжёлого. Землетрясение и вызванное им разрушительное цунами повлекло за собой гибель более пяти тысяч человек. Это землетрясение с магнитудой 8,6, возможно, вызвало извержение вулкана Фудзи, произошедшее 49 дней спустя.

### Лиссабонское землетрясение (1755)
Великое лиссабонское землетрясение с магнитудой в 8,7 произошло 1 ноября 1755 года, в 9.20 утра. Оно превратило в руины Лиссабон — столицу Португалии, и стало одним из самых разрушительных и смертоносных землетрясений в истории, унеся жизни около 90 тысяч человек за 6 минут. За подземными толчками последовали пожар и цунами, причинившее особенно много бед в силу прибрежного расположения Лиссабона. Землетрясение обострило политические противоречия в Португалии и, фактически, положило начало заката Португалии как колониальной империи. Событие широко обсуждалось европейскими философами эпохи Просвещения и способствовало дальнейшему развитию концепций теодицеи.

### Ассамское землетрясение (1897)
Ассамское землетрясение 1897 года — землетрясение, произошедшее 12 июня 1897 года в Ассаме, Британская Индия. По оценкам, его магнитуда составила 8,1 Mw. Считается, что гипоцентр располагался на глубине 32 км. Ассамское землетрясение оставило в руинах каменные здания на площади 390 000 км², а всего затронуло более 650 000 км² от Бирмы до Нью-Дели. За основным ударом последовало большое количество повторных толчков. Учитывая масштабы землетрясения, смертность была не так высока (около 1500 жертв), но материальный ущерб был весьма значительным. Землетрясение произошло на юго-юго-западном обнажении взброса Олдхэм, на северной окраине плато Шиллонг Индийской плиты. Минимальное смещение поверхности земли составило 11 м, с максимумами до 16 м. Это одни из самых больших вертикальных смещений из всех измеренных землетрясений. Расчётная область смещения распространилась на 110 км вдоль линии сдвига по поверхности, и от 9 до 45 км ниже поверхности. Фактически в землетрясении была задействована вся толща земной коры. Изменения рельефа были столь выраженными, что практически вся местность изменилась до неузнаваемости.

### Шемахинское землетрясение (1902)
Шемахинское землетрясение с магнитудой 6,9, произошедшее 13 февраля (31 января по юлианскому календарю) 1902 года на территории современной Азербайджанской Республики, было самым сильным землетрясением за всю историю города Шемахы, которым был разрушен практически весь город. Было разрушено около 4 000 домов и свыше 3000 жертв были погребены под этими развалинами.

### Мессинское землетрясение
Мессинское землетрясение (итал. Terremoto di Messina) магнитудой 7,5 произошло 28 декабря 1908 года в Мессинском проливе между Сицилией и Апеннинским полуостровом. В результате были разрушены города Мессина и Реджо-Калабрия. Это землетрясение считается сильнейшим в истории Европы. Землетрясение началось около 5:20 утра 28 декабря в море, на дне Мессинского пролива. Толчки вызвали смещение участков дна, после чего на Мессину с интервалами в 15-20 минут обрушилось три волны цунами высотой до трёх метров. В самом городе в течение одной минуты произошло три сильных удара, после второго начались обрушения зданий. Всего от землетрясения пострадали более двадцати населённых пунктов в прибрежной полосе на Сицилии и в Калабрии. Повторные толчки продолжались в январе 1909 года.
Существуют разные оценки общего количества погибших, максимальная цифра — 200 000 человек.

### Великое землетрясение Канто
Великое землетрясение Канто́ (яп. 関東大震災 Канто: дайсинсай) — сильное землетрясение (магнитуда 8,3), 1 сентября 1923 года произошедшее в Японии. Название получило по региону Канто, которому был нанесён наибольший ущерб. На Западе его именуют также Токийским или Йокогамским, поскольку оно практически полностью разрушило Токио и Йокогаму. Землетрясение стало причиной гибели нескольких сотен тысяч человек и причинило значительный материальный ущерб. Землетрясение началось 1 сентября 1923 года, после полудня. Эпицентр его располагался в 90 км к юго-западу от Токио, на морском дне, возле острова Осима в заливе Сагами. Всего за двое суток произошло 356 подземных толчков, из которых первые были наиболее сильными. В заливе Сагами из-за изменения положения морского дна поднялись 12-метровые волны цунами, которые опустошили прибрежные поселения. По масштабу разрушений и количеству пострадавших это землетрясение является самым разрушительным за всю историю Японии (но не самым сильным, так, землетрясение 2011 года более мощное, но вызвало менее масштабные последствия).

### Крымское землетрясение 1927 года
Крымское землетрясение 1927 года — землетрясение на Крымском полуострове, произошедшее 26 июня 1927 года. Несмотря на то, что землетрясения происходили в Крыму ещё с древнейших времён, самые известные и самые разрушительные землетрясения случились в 1927 году. Первое из них произошло днём 26 июня. Сила землетрясения 26 июня составила на Южном берегу 6 баллов. Оно не вызвало сколько-нибудь серьёзных разрушений и жертв, однако в результате возникшей в некоторых местах паники не обошлось без пострадавших. Очаговая область землетрясения располагалась под дном моря, к югу от посёлков Форос и Мшатка и, вероятно, вытягивалась поперёк берега. Уже во время самого землетрясения рыбаки, находившиеся 26 июня 1927 г. в 13:21 в море, отметили необычное волнение: при совершенно тихой и ясной погоде на воде образовалась мелкая зыбь и море как бы кипело. До землетрясения оно оставалось совершенно тихим и спокойным, а во время толчков послышался сильный шум.

### Ашхабадское землетрясение
Ашхабадское землетрясение — разрушительное землетрясение, произошедшее 6 октября 1948 года в 02:17 по местному времени вблизи города Ашхабада магнитудой 7,3 по шкале Рихтера. Его очаг располагался на глубине в 18 км, практически прямо под городом. В эпицентре интенсивность сотрясений доходила до IX—X баллов по шкале MSK-64. Ашхабад был полностью разрушен, погибло около 35 тысяч человек. Помимо Ашхабада пострадало большое количество населённых пунктов в близлежащих районах, в Ашхабадском — 89 и Гёкдепинском — 55, а также соседнем Иране. С 1995 года дата 6 октября узаконена в Туркменистане как День поминовения.

### Великое Чилийское землетрясение
Великое Чилийское Землетрясение (иногда — Вальдивское Землетрясение, исп. Terremoto de Valdivia) — сильнейшее землетрясение в истории наблюдения, моментная магнитуда — по разным оценкам от 9,3 до 9,5, произошло 22 мая 1960 года в 19:11 UTC в Чили. Эпицентр располагался возле города Вальдивия (38°16′ ю. ш. 73°03′ з. д.) в 435 километрах южнее от Сантьяго. Волны возникшего цунами достигали высоты 10 метров и нанесли значительный ущерб городу Хило на Гавайях примерно в 10 тыс. километрах от эпицентра, остатки цунами достигли даже берегов Японии. Количество жертв составило около 6 тыс. человек, причём основная часть людей погибла от цунами.

### Великое Аляскинское землетрясение
Великое Аляскинское землетрясение — сильнейшее землетрясение в истории США и второе, после Вальдивского, в истории наблюдений, его моментная магнитуда составила 9,1-9,2. Землетрясение произошло 27 марта 1964 года в 17:36 по местному времени (UTC-9). Событие пришлось на Страстную пятницу и в США известно как Good Friday Earthquake. Гипоцентр находился в Колледж-фьорде, северной части Аляскинского залива на глубине более 20 км на стыке Тихоокеанской и Северо-Американской плит. Великое Аляскинское землетрясение повлекло разрушения в населённых пунктах Аляски, из крупных городов наиболее пострадал Анкоридж, находившийся в 120 км западнее эпицентра.

### Ташкентское землетрясение
Ташкентское землетрясение — катастрофическое землетрясение (магнитуда 5,2), произошедшее 26 апреля 1966 года в 5 часов 23 минуты в Ташкенте. При относительно небольшой магнитуде (М=5,2), благодаря небольшой глубине (от 3 до 8 км) залегания очага, оно вызвало 8—9-балльные (по 12-балльной шкале MSK-64) сотрясения земной поверхности и существенные повреждения строительных объектов в центре города. Зона максимальных разрушений составляла около десяти квадратных километров. На окраинах же столицы сейсмический эффект едва достигал 6 баллов. Сильные колебания почвы с частотой 2—3 Гц продолжались 10—12 секунд. Относительно небольшое число пострадавших (8 погибших и несколько сот травмированных) в городе с миллионным населением обязано преобладанию вертикальных (а не горизонтальных) сейсмических колебаний, что предотвратило полный обвал даже ветхих глинобитных домов. Анализ причин травм показал, что в 10 % случаев они были получены от обрушений стен и крыш, 35 % — от падающих конструктивных частей зданий и сооружений (штукатурка, гипсовая лепка, кирпичи и т. п.) и предметов домашнего обихода. В 55 % причинами травм было неосознанное поведение самих пострадавших, обусловленное паническим состоянием и страхом (выпрыгивание из верхних этажей, ушибы о различные предметы и тому подобное). Однако впоследствии количество смертельных случаев умножилось в результате сердечных приступов в период возникновения даже незначительных повторных толчков.

### Таншаньское землетрясение
Землетрясение в Таншане (кит. 唐山大地震) — природная катастрофа, произошедшая в китайском городе Таншане (провинция Хэбэй) 28 июля 1976 года. Землетрясение магнитудой 7,8 считается крупнейшей природной катастрофой XX века. По официальным данным властей КНР, количество погибших составляло 242 419 человек. В 3:42 по местному времени город был разрушен сильным землетрясением, гипоцентр которого находился на глубине 22 км. Разрушения имели место также и в Тяньцзине и в Пекине, расположенном всего в 140 км к западу. Вследствие землетрясения около 5,3 миллиона домов оказались разрушенными или повреждёнными настолько, что в них невозможно было жить. Несколько повторных толчков, сильнейший из которых имел магнитуду 7,1, привели к ещё бо́льшим жертвам.

### Спитакское землетрясение
Спитакское землетрясение (арм. Սպիտակի երկրաշարժ), также известное как Ленинаканское землетрясение (арм. Լենինականի երկրաշարժ) — катастрофическое землетрясение магнитудой 7,2, произошедшее 7 декабря 1988 года в 10 часов 41 минуту по московскому времени на северо-западе Армянской ССР. В результате землетрясения были полностью разрушены город Спитак и 58 сёл; частично разрушены города Ленинакан (ныне Гюмри), Степанаван, Кировакан (ныне Ванадзор) и ещё более 300 населённых пунктов. Погибли по крайней мере 25 тысяч человек, 514 тысяч человек остались без крова. В общей сложности, землетрясение охватило около 40 % территории Армении. Из-за риска аварии была остановлена Армянская АЭС.

### В Кобе
Землетрясение в Кобе (яп. 阪神・淡路大震災) — одно из крупнейших землетрясений в истории Японии. Землетрясение произошло утром во вторник 17 января 1995 года в 05:46 местного времени. Магнитуда составила 7,3 по шкале Рихтера. По подсчётам, во время землетрясения погибло 6 434 человек. Последствия стихии: разрушение 200000 зданий, 1 км скоростного шоссе Хансин, уничтожение 120 из 150 причалов в порту Кобе, нарушения электроснабжения города. Жители боялись вернуться домой из-за подземных толчков, которые продолжались несколько дней. Ущерб составил примерно десять триллионов иен или 102,5 млрд долларов США, или 2,5 % от ВВП Японии в то время.

### В Нефтегорске
Землетрясение в Нефтегорске — землетрясение магнитудой около 7,6, произошедшее ночью 28 мая 1995 в 1:04 местного времени на острове Сахалин. Оно полностью разрушило посёлок Нефтегорск — под обломками зданий погибло 2040 человек из общего населения в 3197 человек. Также в ту ночь сильным толчкам подверглись города и посёлки севера Сахалина. В городе Оха — центре Охинского района Сахалинской области, c населением около 30 тысяч человек, толчки достигали не менее 6 баллов. Не выдержали козырьки подъездов в некоторых домах.

### Измитское землетрясение
Измитское землетрясение — землетрясение (магнитуда 7,6), произошедшее 17 августа 1999 года в Турции в 3:01 по местному времени. Центр располагался на глубине 17 км, эпицентр находился недалеко от промышленного города Измит (координаты 41.81ºс. ш. 30.08ºв. д.). В результате погибло более 18 тысяч человек, около 44 тысяч было ранено, около 500 000 осталось без крова.

### Подводное землетрясение в Индийском океане
Подводное землетрясение в Индийском океане, произошедшее 26 декабря 2004 года в 00:58:53 UTC (07:58:53 по местному времени), вызвало цунами, которое было признано самым смертоносным стихийным бедствием в современной истории. Магнитуда землетрясения составила, по разным оценкам, от 9,1 до 9,3. Это третье по силе землетрясение за всю историю наблюдения.
Эпицентр землетрясения находился в Индийском океане, к северу от острова Симёлуэ, расположенного возле северо-западного берега острова Суматры (Индонезия). Цунами достигло берегов Индонезии, Шри-Ланки, юга Индии, Таиланда и других стран. Высота волн превышала 15 метров. Цунами привело к огромным разрушениям и огромному количеству погибших людей, даже в Порт-Элизабет, в ЮАР, в 6900 км от эпицентра.
Погибло, по разным оценкам, от 225 тысяч до 300 тысяч человек. По данным Геологической службы США (USGS), число погибших — 227 898. Истинное число погибших вряд ли когда-либо станет известно, так как множество людей было унесено водой в море.

### Сычуаньское землетрясение
Сычуаньское землетрясение (кит. 四川大地震) — разрушительное землетрясение, произошедшее 12 мая 2008 года в 14:28:01.42 по Пекинскому времени (06:28:01.42 UTC) в китайской провинции Сычуань. Магнитуда землетрясения составила 8 Mw согласно данным Китайского сейсмологического бюро и 7,9 Mw по данным Геологической службы США. Эпицентр зафиксирован в 75 км от столицы провинции Сычуань города Чэнду, гипоцентр — на глубине 19 км. Это землетрясение также известно как Вэньчуаньское (кит. 汶川大地震), поскольку эпицентр землетрясения приходится на уезд Вэньчуань. Землетрясение ощущалось в Пекине (удаление 1,500 км) и Шанхае (1,700 км), где тряслись офисные здания и началась эвакуация. Его почувствовали и в соседних странах: Индии, Пакистане, Таиланде, Вьетнаме, Бангладеш, Непале, Монголии и России. Официальные источники заявляют, что на 12 мая 2008 погибло 69 197 человек (www.cctv.com), пропало без вести порядка 18 тыс. человек, 288 431 пострадало. Сычуаньское землетрясение явилось сильнейшим в Китае после Таншаньского землетрясения (1976), унёсшего около 250 000 жизней.

### В Японии (2011)
Землетрясение у восточного побережья острова Хонсю в Японии (яп. 東北地方太平洋沖地震 То:хоку тихо: Тайхэйё:-оки дзисин, «Землетрясение в Тихом океане, оказавшее влияние на регион Тохоку»), также Великое восточнояпонское землетрясение (яп. 東日本大震災 Хигаси Нихон дайсинсай) — землетрясение магнитудой, по текущим оценкам, от 9,0 до 9,1 произошло 11 марта 2011 года в 14:46 по местному времени (05:46 UTC). Эпицентр землетрясения был определён в точке с координатами 38,322° с. ш. 142,369° в. д. восточнее острова Хонсю, в 130 км к востоку от города Сендай и в 373 км к северо-востоку от Токио. Гипоцентр наиболее разрушительного подземного толчка (произошедшего в 05:46:23 UTC) находился на глубине 32 км ниже уровня моря в Тихом океане. Землетрясение произошло на расстоянии около 70 км от ближайшей точки побережья Японии. Первоначальный подсчёт показал, что волнам цунами потребовалось от 10 до 30 минут, чтобы достичь первых пострадавших областей Японии. Через 69 минут после землетрясения цунами затопило аэропорт Сендай.
Это сильнейшее землетрясение в известной истории Японии и седьмое, а по другим оценкам даже шестое, пятое или четвёртое по силе за всю историю сейсмических наблюдений в мире. Однако по количеству жертв и масштабу разрушений оно уступает землетрясениям в Японии 1896 и 1923 (тяжелейшему по последствиям) годов.